# Kiss Ferenc Árpád
Kiss Ferenc Árpád (Parajd, 1930. május 16. – 2022. július 13.) közgazdász, egyetemi oktató, gazdasági szakíró.

## Életútja
A kolozsvári Kereskedelmi Középiskolában érettségizett (1949), felsőfokú tanulmányokat a Bolyai Tudományegyetemen (1949–51) és a leningrádi egyetemen (1951–56) folytatott. Előbb a Bolyai Tudományegyetem Közgazdasági Karán tanársegéd, majd a kolozsvári Műegyetem Társadalomtudományi Tanszékén előadótanár.
Szaktanulmányai rendszeresen a Revista Economică hasábjain s a Műegyetem Tudományos Közlönyében jelentek meg a technika és gazdaság minőségi ösztönzőiről, a gazdasági struktúrákról, a gazdasági tudat és kultúra összefüggéseiről. Magyarul az Előre és az Igazság c. lapok közölték ismeretterjesztő közgazdasági írásait.

## Kötete
- Economie politică (Közgazdasági jegyzet a Műegyetem kiadásában, 1976, 1978)